# Quận Coos, Oregon
Quận Coos là một quận nằm trong tiểu bang Oregon. Năm 2000, dân số của nó là 62.779. Tên của quận là tên của một bộ lạc người bản thổ châu Mỹ sống trong vùng. Quận được thành lập từ những vùng đất phía tây của Quận Umpqua và Quận Jackson. Quận lỵ của nó là Coquille.

## Địa lý
Theo Cục Điều tra Dân số Hoa Kỳ, quận có tổng diện tích là 4.678 km² (1.806 mi²).  Trong số đó có 4.145 km² (1.600 mi²) là đất và 533 km² (206 mi²) hay 11,40% là mặt nước.

### Các quận giáp ranh
- Quận Curry, Oregon - (nam)
- Quận Douglas, Oregon - (bắc)

## Lịch sử
Mặc dù việc thám hiểm và đánh bẫy thú trong vùng đã xảy ra sớm vào năm 1828, khu định cư đầu tiên được các thành viên của Công ty Vịnh Coos thiết lập tại Empire City (Thành phố Đế quốc) vào năm 1853, hiện giờ là một phần của Coos Bay, Oregon.
Quận Coos được Lập pháp Lãnh thổ thiết lập từ những phần đất của Quận Umpqua và Quận Jackson vào ngày 22 tháng 12 năm 1853. Quận Curry được thiết lập từ phần phía nam của quận năm 1855. Quận lỵ ban đầu là Empire City. Năm 1895 lập pháp cho phép công dân của quận chọn lựa một quận lỵ mới. Kết quả bầu cử năm 1896 quyết định dời quận lỵ đến Coquille.
Lập pháp Lãnh thổ cho phép phát triển những con đường xe ngựa kéo từ Vịnh Coos đến Jacksonville, Oregon năm 1854 và đến Roseburg, Oregon năm 1857.

## Các cộng đồng

### Các thành phố hợp nhất
- Bandon
- Coos Bay
- Coquille
- Lakeside
- Myrtle Point
- North Bend
- Powers

### Các cộng đồng chưa hợp nhấtvà nhữngNơi ấn định cho điều tra dân số
- Allegany
- Barview
- Bunker Hill
- Charleston
- Prosper
- Remote